# Vittorio Gregotti
Vittorio Gregotti   (Novara, 10 d'agost de 1927 - Milà, 15 de març de 2020) va ser un arquitecte italià.
Es diploma en arquitectura a Milà el 1950. Comença la seva carrera d'arquitecte col·laborant en la històrica revista Casabella, dirigida per Ernest Nathan Rogers, que posteriorment va dirigir entre 1982 i 1996.
El 1974 estableix el seu despatx professional Gregotti Associati International, que des de llavors ha realitzat importants projectes en més de 20 països. A Catalunya va participar en la remodelació de l'Estadi Olímpic Lluís Companys i el disseny general de l'Anella Olímpica de Montjuïc per als Jocs Olímpics de 1992 que va estar a càrrec dels arquitectes Frederic Correa-Alfons Milà-Joan Margarit-Carles Buxadé, i va ser nomenat president honorari de l'associació Arquites. La seva visió moderna de l'arquitectura i la seva àmplia trajectòria professional, han tingut molta influència en l'arquitectura italiana.
Va morir el 2020 a causa de la pandèmia de COVID-19